# 今日の想い
「今日の想い」（きょうのおもい）は、竹内まりやの配信限定シングル。2016年4月27日に配信リリースされた。発売元はワーナーミュージック・ジャパン。

## 概要
「今日の想い」は、テレビ東京系経済ニュース番組『ワールドビジネスサテライト(WBS)』のエンディングテーマ曲として書き下ろされた。
同番組のメインキャスターを務める大江麻理子によると、竹内に楽曲制作を依頼することが決まった後、挨拶に行き、打ち合わせの席で竹内から普段どんな思いで番組を作っているのかを訊かれたといい、それが楽曲誕生の出発点であると話している。曲については「一日頑張った人を労う優しさと、世界平和への祈り、明日誰もが幸せでありますように、という願いがあふれていました。」と感想を述べており、「打ち合わせの限られた時間の中で、私たちの思いを余すことなく汲んでくださったことに胸が熱くなりました。」と竹内に向けて感謝の思いを表している。また、番組のプロデューサーである野口雄史は、「番組を観てくださる人たちにとって、今日どんなニュースがあったのか、それは全てが楽しいニュースではないでしょう。それでも今日一日を無事過ごせた幸せを感じながら、日本が、世界が、少しでも良くなっていくことを願う……竹内まりやさんの歌にはそんなメッセージが込められています。最初に聞いた時には体がブルブルっと震えるほどの感動を覚えました。」と曲を称賛している。
竹内は番組に向けて手紙を認めており、曲が初めてエンディングテーマとして使用された4月4日放送の番組内で、その一部が紹介された。

## 楽曲
今日の想い
作詞・作曲：竹内まりや / 編曲：牧戸太郎 / プロデュース：山下達郎